# WTA Challenger de Bombaim
O WTA Challenger de Bombaim – ou L&T Mumbai Open, atualmente – é um torneio de tênis profissional feminino, de nível WTA 125.
Realizado em Bombaim, na Índia, estreou em 2017, teve um hiato e voltou em 2023. Os jogos são disputados em quadras duras durante o mês de fevereiro.

## Finais

### Simples
| Ano                                     | Campeã            | Vice-campeã           | Resultado      |
| --------------------------------------- | ----------------- | --------------------- | -------------- |
| 2025                                    | Jil Teichmann     | Mananchaya Sawangkaew | 6–3, 6–4       |
| 2024                                    | Darja Semeņistaja | Storm Hunter          | 5–7, 7–66, 6–2 |
| Torneio não realizado entre 2023 e 2019 |                   |                       |                |
| 2018                                    | Luksika Kumkhum   | Irina Khromacheva     | 1–6, 6–2, 6–3  |
| 2017                                    | Aryna Sabalenka   | Dalila Jakupović      | 6–2, 6–3       |

### Duplas
| Ano                                     | Campeãs                                | Vice-campeãs                       | Resultado         |
| --------------------------------------- | -------------------------------------- | ---------------------------------- | ----------------- |
| 2025                                    | Amina Anshba Elena Pridankina          | Arianne Hartono Prarthana Thombare | 7–64, 2–6, [10–7] |
| 2024                                    | Dalila Jakupović Sabrina Santamaria    | Arianne Hartono Prarthana Thombare | 6–4, 6–3          |
| Torneio não realizado entre 2023 e 2019 |                                        |                                    |                   |
| 2018                                    | Natela Dzalamidze Veronika Kudermetova | Bibiane Schoofs Barbora Štefková   | 6–4, 7–64         |
| 2017                                    | Victoria Rodríguez Bibiane Schoofs     | Dalila Jakupović Irina Khromacheva | 7–5, 3–6, [10–7]  |